# 首都高速道路

首都高速道路の路線（赤線）及び建設中路線（点線）
なお、上図破線部一部の神奈川7号横浜北線と図に表記されてない神奈川7号横浜北西線も開業している。

首都高速道路（しゅとこうそくどうろ）は、日本の首都高速道路株式会社（しゅとこうそくどうろかぶしきがいしゃ）が首都圏において維持・管理等を行なう、東京都区部とその周辺地域の都市高速道路。路線長は337.8キロメートル (km)で、うち管理327.2キロメートル、新設10.6キロメートル。「首都高速」「首都高」の略称で呼ばれることが多く、いずれも首都高速道路株式会社の登録商標。
道路法で定められている一般国道、都県道（東京都・神奈川県・千葉県・埼玉県）及び市道（横浜市・川崎市）であり、道路構造令においては「都市部の自動車専用道路」（第2種第1級・第2級）に区分される。東京都内で完結する路線には都道番号がつかないが、東京都と他県にまたがる路線には都県道番号がついている。

## 首都高速道路株式会社
首都高速道路株式会社（しゅとこうそくどうろ、英語: Metropolitan Expressway Company Limited）は、高速道路株式会社法に基づき設置された、首都高速道路の管理等の業務を行う特殊会社。通称は「首都高速道路会社」。日本道路公団等民営化関係法施行法により、首都高速道路公団の業務を独立行政法人日本高速道路保有・債務返済機構（以下「機構」）とともに承継した。2005年（平成17年）10月1日設立。
日本国政府および地方公共団体が常時3分の1以上の株式を保有し、当分の間は日本国政府から債務保証を受ける。一方、営業年度毎の事業計画や社債の募集、資金の借入については国土交通大臣の認可を要する。
また会社は機構との協定に従い、政令で定められた機構への出資金・補助金の中から、建設費等の一部につき無利子貸付が受けられる。
現在の同社のスローガンは「ひと・まち・くらしをネットワーク」である。

### 基本理念
出典：
私たちは、首都圏のひと・まち・くらしを安全・円滑な首都高速道路ネットワークで結び、豊かで快適な社会の創造に貢献します。

### 経営理念
出典：
お客様第一
安全と快適を追求し、お客様に満足いただける質の高いサービスを提供します。
地域社会との共生
地域の皆様とともに、よりよい環境の実現と地域社会の発展を目指します。
社会的責任
高い倫理観と透明性をもって、お客様、地域の皆様、投資家の皆様との信頼関係を築きます。
自立する経営
効率的で健全な経営を行い、新しい分野での事業も積極的に展開します。
活力あふれる職場
社員が自らの力を高め、誇りと達成感を持てる職場をつくります。

### トライアングル・ストリーム
東京を中心に神奈川・埼玉・千葉の3方面へ伸びる首都高速道路のネットワークと、そのネットワークづくりを通じて「ひと・まち・くらし」を支えていくという会社の姿勢をシンボルマークとして表現している。

### 歴代社長
- 初代 橋本鋼太郎
- 2代目 佐々木克已
- 3代目 橋本圭一郎
- 4代目 菅原秀夫
- 5代目 宮田年耕
- 6代目 前田信弘

### 業務
首都高速道路の範囲において、機構と締結した協定に基づき以下の業務を行う。
- 高速道路の新設又は改築。完了時には、道路資産と債務がともに機構に帰属する。
- 機構の保有する道路資産を有償で借り受けての、かかる高速道路の管理。

いわゆる上下分離方式における「上」に相当する。

## 路線
同一路線について法的手続きである都市計画、基本計画、事業計画の各事業段階において（それぞれ若干異なる）「路線名」がつけられているが、案内の分かりやすさのために、一般に標識などで案内されているのは「路線呼称」と「ルートマーク（路線番号・記号）」である。これが正式に実施されたのは1989年だが、1989年以前でもこの路線番号がある。環状線は2009年から横楕円形と矢印で表記されている。
ここでは路線呼称とルートマークを見出しに記載している（路線番号・路線呼称と道路法上の路線名）。
都市間高速道路と異なり、開通当初はジャンクションを「インターチェンジ」と呼んでいたが、1990年代に都市間高速道路と同じ「ジャンクション」に改名している。

### 東京線
東京都内・千葉県内路線の東京外環自動車道以南の路線。環状道路である都心環状線 (C1) から放射状に延びる路線に、1号上野・羽田線から11号台場線まで、時計回りに路線名と行先の地名の呼称が与えられている。

#### 環状線
C1 高速都心環状線（環状部分）
- 都道首都高速1号線（江戸橋JCT - 汐留JCT - 浜崎橋JCT）
- 都道首都高速2号線（浜崎橋JCT - 一ノ橋JCT）
- 都道首都高速2号分岐線（一ノ橋JCT - 谷町JCT）
- 都道首都高速3号線（谷町JCT - 三宅坂JCT）
- 都道首都高速4号線（三宅坂JCT - 神田橋JCT）、同・分岐線（神田橋JCT - 江戸橋JCT）
- 都道首都高速8号線（京橋JCT - 東銀座出口付近）

 C2 高速中央環状線（大井JCT - 葛西JCT）
- 都道首都高速品川目黒線（大井JCT - 大橋JCT）
- 都道首都高速目黒板橋線（大橋JCT - 熊野町JCT）
- 都道首都高速5号線（熊野町JCT - 板橋JCT）
- 都道首都高速板橋足立線（板橋JCT - 江北JCT）
- 都道高速葛飾川口線（江北JCT - 小菅JCT）
- 都道首都高速6号線（小菅JCT - 堀切JCT）
- 都道首都高速葛飾江戸川線（堀切JCT - 葛西JCT）

葛西JCTと大井JCTの間は首都高速湾岸線の一部である。

#### 放射線
1 高速1号上野線（江戸橋JCT - 入谷出入口）
 1 高速1号羽田線（浜崎橋JCT - 高速大師橋）
- 都道首都高速1号線（入谷 - 江戸橋JCT - 汐留JCT - 浜崎橋JCT - 羽田と連続している）
- 都道147号高速横浜羽田空港線（羽田 - 高速大師橋）

 2 高速2号目黒線（一ノ橋JCT - 戸越出入口）
- 都道首都高速2号線（汐留乗継所 - 戸越）

 3 高速3号渋谷線（谷町JCT - 用賀）
- 都道首都高速3号線（三宅坂JCT - 用賀）

 4 高速4号新宿線（三宅坂JCT - 高井戸）
- 都道首都高速4号線（道路法上は、西銀座JCT - 神田橋JCT - 三宅坂JCT - 高井戸）

 5 高速5号池袋線（竹橋JCT - 美女木JCT）
- 都道首都高速5号線（竹橋JCT - 高島平）
- 都道254号高速板橋戸田線・埼玉県道254号高速板橋戸田線（高島平 - 美女木JCT）

 6 高速6号向島線（江戸橋JCT - 堀切JCT）
 6 高速6号三郷線（小菅JCT - 三郷JCT）
- 都道首都高速6号線（江戸橋JCT - 加平）
- 都道243号高速足立三郷線・埼玉県道243号高速足立三郷線（加平 - 三郷JCT）

 7 高速7号小松川線（両国JCT - 谷河内）
- 都道首都高速7号線

8 （欠番）
- 都道首都高速8号線は京橋JCTから東京高速道路接続点までの延長0.1 km区間の路線として実在するが、延長が短く、案内すると標識が煩雑になりドライバーの混乱を招くとの配慮から、都心環状線の支線として案内している。

 9 高速9号深川線（箱崎JCT - 辰巳JCT）
- 都道首都高速9号線

 10 高速10号晴海線（晴海出入口 - 東雲JCT）
- 都道首都高速晴海線

 11 高速11号台場線（芝浦JCT - 有明JCT）
- 都道首都高速11号線

#### その他の路線
Y 高速八重洲線（神田橋JCT - 西銀座JCT、汐留乗継所 - 汐留JCT）
- 都道首都高速4号線（神田橋JCT - 西銀座JCT）
- 都道首都高速2号線（汐留乗継所 - 汐留JCT）  

 B 高速湾岸線（多摩川トンネル - 高谷JCT）
- 都道294号高速湾岸線・千葉県道294号高速湾岸線    

 B 高速湾岸分岐線（昭和島JCT - 東海JCT）
- 都道首都高速湾岸分岐線  

### 神奈川線
K1 高速神奈川1号横羽線（高速大師橋 - 石川町JCT）
- 神奈川県道147号高速横浜羽田空港線

 K2 高速神奈川2号三ツ沢線（金港JCT - 三ツ沢）
- 横浜市道高速1号線

 K3 高速神奈川3号狩場線（本牧JCT - 狩場）
- 神奈川県道147号高速横浜羽田空港線（本牧JCT - 石川町JCT）
- 横浜市道高速2号線（石川町JCT - 狩場）

K4 （欠番）
- K4にあたる路線として、高速磯子線（阪東橋出入口付近 - 湾岸線（磯子区磯子1丁目付近）間）の構想が存在していたが、本牧JCTの磯子方面への道路が後から開通したため、開通する見込みがほぼなくなった。

 K5 高速神奈川5号大黒線（大黒JCT - 生麦JCT）
- 横浜市道高速湾岸線

 K6 高速神奈川6号川崎線（大師JCT - 川崎浮島JCT）
- 川崎市道高速縦貫線

 K7 高速神奈川7号横浜北線（横浜港北出入口/JCT - 生麦JCT）
- 横浜市道高速横浜環状北線

 K7 高速神奈川7号横浜北西線（横浜青葉出入口/JCT - 横浜港北出入口/JCT）
- 横浜市道高速横浜環状北西線

 B 高速湾岸線（並木 - 多摩川トンネル）
- 神奈川県道294号高速湾岸線（並木 - 多摩川トンネル）
- 横浜市道高速湾岸線（本牧ふ頭 - 大黒JCT）

### 埼玉線
S1 高速川口線（江北JCT - 川口JCT）
- 都道242号高速葛飾川口線・埼玉県道242号高速葛飾川口線（小菅JCT - 川口JCT）

 S2 高速埼玉新都心線（与野出入口 - さいたま見沼出入口）
- 埼玉県道124号高速さいたま戸田線

 S5 高速埼玉大宮線（美女木JCT - 与野出入口）
- 埼玉県道124号高速さいたま戸田線

5 高速5号池袋線（竹橋JCT - 美女木JCT）、6 高速6号三郷線（小菅JCT - 三郷JCT）は、埼玉県内区間についても東京線に所属。
- S3並びにS4は欠番であるが、高速5号池袋線の延長上にある高速埼玉大宮線が便宜上S5とされたためであり、S3・S4にあたる計画はない。

### 建設中・事業中路線
路線呼称が未定の路線があるため、道路法上の路線名または基本計画の路線名。これより以下の斜体は仮称

#### 神奈川県
- 高速川崎縦貫線I期（富士見出入口 - 大師JCT）：整備先送り[10]/II期は川崎縦貫道路を参照。
  - 川崎市道高速縦貫線

#### 埼玉県
- 新大宮上尾道路（与野JCT - 上尾南出入口）：2017年度事業化[11]。2026年度末に完成予定[12]。
  - 国道17号バイパス（新大宮バイパス・上尾道路の専用部、S5 高速埼玉大宮線の延伸部）
※ 前述までの通り、これまでの首都高速道路の路線は都道・県道・市道のいずれかに指定されており、一般国道として事業を行うのは初となる。

## 歴史
東京に高速道路を建設する構想は、近藤謙三郎による道路立体化構想、石川栄耀・山田正男らによって作成された内務省案が、太平洋戦争以前から存在していた。戦後の1946年（昭和21年）に東京都庁が作成した都市計画中には、幅員100メートル (m) の高速道路敷地も確保されていたが、1949年（昭和24年）のドッジライン政策により計画が縮小され、100 m道路は実現しなかった。
本格的に検討されるようになったのは、高度経済成長が始まる1950年代後半になってからである。当時の東京では、四輪自動車の急増と伴に、各地で交通渋滞が頻発するようになり、このまま放置すれば、やがて東京都区部が交通麻痺に陥ると予測されていた。1950年（昭和25年）頃から近藤謙三郎、樋口実などが独自に民間高速道路の計画案を提出し、樋口の東京高速道路に免許が交付された。
近藤案に触発された町田保を中心とする建設省首都建設委員会、東京都庁、運輸省により、首都高速道路の新設が決定された。路線の選定にあたっては、早期の交通対策が可能となるよう用地取得の容易さが重視され、とりわけ都心部においては神田川、古川、外壕などの河川上空、楓川、京橋川、築地川などの運河の埋め立て、都電の廃止で幅員を広げた道路により、民間からの用地買収を極力抑えて路線用地を確保した。なお計画が、1959年（昭和34年）に開催が決定した、1964年東京オリンピックとの関係については、山田正男は「オリンピックのために道路をつくるとかそんなことは夢にも考えておりません。」「この際年度を一年くりあげるということはあり得るけれども、それはオリンピックのためではなく、当然の事業であると考えてやっております。」と語っている。なお、下記のように、1964年オリンピックの招致決議以前に、河川や公有地の上を活用した時速60 kmの首都高速道路網の原型は決定され、五輪開催決定以前に、一部路線が日本道路公団により工事着手されている。
- 1953年（昭和28年）4月 : 慢性的な交通渋滞の緩和を目指し、『首都高速道路に関する計画』を首都建設委員会が勧告。「路線は高架、地下（開鑿を含む）または地上専用形式」「最高60粁／時、最低40粁／時を標準とする速度を保持し得るよう設計すること」とされた。路線網（5路線49km）は現在のように河川や公有地の上を通過するものではなかった。
- 1956年（昭和31年）11月 : 日本道路公団が東京調査事務所を設置し、路線計画の調査を開始。
- 1957年（昭和32年）
  - 7月 : 建設省が『東京都市計画都市高速道路に関する基本方針』を発表。「路線の経過地の選定にあたっては市街地の土地利用を考慮し原則として家屋の密集地を避け、つとめて不利用地、治水利水上支障のない河川又は運河を使用する」「設計速度は1時間60粁を原則とする」とされた。
  - 11月 : 東京都都市計画高速道路調査特別委員会が首都高速道路網計画を策定、報告。「昭和40年には本計画対象区域の交差点交通能力が満度に達するものと想定されるので本計画は極めて短期間に建設されることが必要」とし、首都高速の当初の路線網はこの段階で概ね決定された。ただし、日本橋の「下」を首都高速道路が通ることとされる等、一部は現状とは異なる。
- 1958年（昭和33年）
  - 4月 :  日本道路公団が1958年度予算の新規着工路線として「東京高速道路（戸越〜銀座八丁目）」を含む計画を決定[15]。国会でオリンピック東京招致決議案を可決。
  - 7月 : 首都圏整備委員会が首都高速道路網計画を含んだ首都圏整備計画を決定、告示。
  - 12月 : 東京都市計画地方審議会が首都高速道路計画を一部保留して付議どおり議決し、建設大臣に答申。
- 1959年（昭和34年）
  - 2月25日 : 日本道路公団が西戸越〜汐留間を「一般有料道路 東京都市高速道路」として工事着手[16]（後に首都高に引継）。
  - 4月8日 : 首都高速道路公団法が可決、成立。
  - 5月26日 : 東京オリンピック開催決定。
  - 6月17日 : 首都高速道路公団が発足。
  - 8月7日 : 東京都市計画地方審議会で保留部分につき原案どおり議決。
- 1962年（昭和37年）12月20日 : 首都高速道路初の路線として、京橋 - 芝浦 (4.5 km) 開通。均一料金制による料金徴収を実施。
- 1963年（昭和38年）12月21日 : 本町 - 京橋 (1.9 km)、1号羽田線芝浦 - 鈴ヶ森 (6.4 km)、都心環状線呉服橋 - 江戸橋JCT (0.6 km) 開通。
- 1964年（昭和39年）
  - 8月1日 : 首都高速道路開通記念の記念切手発行（額面10円）。
  - 8月2日 : 1号羽田線鈴ヶ森 - 空港（現：空港西）(4.6 km)、八重洲線汐留JCT - 新橋 (0.3 km)、神田橋 - 4号新宿線初台 (9.8 km)、都心環状線呉服橋 - 神田橋 (0.4 km) 開通。
  - 9月21日 : 都心環状線三宅坂JCT - 霞が関 (1.4 km) 開通。
  - 10月1日 : 都心環状線浜崎橋JCT - 芝公園 (1.4 km)、3号渋谷線渋谷 - 渋谷 (1.3 km) 開通。
  - 12月23日 : 世界銀行との間で調印（横浜－羽田間）25,000千ドルの融資調印。
- 1966年（昭和41年）
  - 7月2日 : 京橋JCT (0.1 km) 新設。8号線完成。
  - 12月21日 : 1号羽田線空港（現:空港西） - 羽田 (0.9 km) 開通。
- 1967年（昭和42年）
  - 3月30日 : 5号池袋線竹橋JCT - 西神田 (1.2 km) 開通。
  - 7月4日 : 都心環状線芝公園 - 霞が関 (3.7 km) が開通し、都心環状線完成。
  - 9月2日 : 3号渋谷線谷町JCT - 渋谷 (2.7 km) 開通。
  - 9月30日 : 2号目黒線一ノ橋JCT - 戸越 (5.9 km)、2号線完成。
- 1968年（昭和43年）
  - 7月19日 : 神奈川1号横羽線東神奈川 - 浅田 (6.8 km) 開通。神奈川県内では初の開通区間で、首都高総延長が50 kmを突破。
  - 11月28日 : 神奈川1号横羽線浅田 - 羽田 (6.9 km) 開通。
- 1969年（昭和44年）
  - 4月1日：通行料金値上げ（普通車150円から200円に変更）[17]。
  - 5月31日 : 1号上野線入谷 - 本町 (3.6 km) が開通し、1号線が完成。
  - 6月27日 : 5号池袋線西神田 - 護国寺 (3.9 km) 開通。
  - 12月19日 : 5号池袋線護国寺 - 北池袋 (3.0 km) 開通。
- 1971年（昭和46年）
  - 3月21日 : 6号向島線江戸橋JCT - 向島 (7.9 km)、7号小松川線両国JCT - 京葉道路接続部 (10.4 km) が開通し、7号線完成、京葉道路と接続。
  - 12月21日 : 3号渋谷線渋谷 - 東名高速接続部 (7.9 km) が開通し、3号線完成、東名高速道路と接続。
- 1972年（昭和48年）8月7日 : 神奈川1号横羽線東神奈川 - 横浜駅西口 (2.2 km) 開通。
- 1973年（昭和48年）2月15日 : 八重洲線西銀座JCT - 神田橋JCT (1.6 km) 開通。八重洲線完成。総延長が100 kmを突破。
  - 8月15日 : 4号新宿線永福 - 高井戸 (2.5 km) 開通。
  - 10月27日 : 4号新宿線初台 - 永福 (4.0 km) 開通。
- 1976年（昭和51年）
  - 5月18日 : 4号新宿線高井戸 - 中央道接続部 (0.7 km) 開通。4号線完成、中央自動車道（中央道）と接続。
  - 8月12日 : 湾岸線大井 - 13号地（現: 臨海副都心）(2.8 km) 開通。
- 1977年（昭和52年）8月19日 : 5号池袋線北池袋 - 高島平 (8.6 km) 開通。
- 1978年（昭和53年）
  - 1月20日 : 湾岸線新木場 - 浦安 (6.0 km) が、千葉県内では初区間として開通。
  - 3月7日 : 神奈川2号三ツ沢線横浜駅西口 - 第三京浜接続部 (1.8 km)、横浜公園 - 金港JCT (4.0 km) が開通し、神奈川1号横羽線完成。
- 1980年（昭和55年）2月5日 : 9号深川線箱崎JCT - 新木場 (7.0 km) が開通し、9号深川線完成。
- 1981年（昭和56年）5月19日 : 湾岸線有明 - 辰巳JCT (1.7 km) 開通。
- 1982年（昭和57年）
  - 3月30日 : 6号向島線向島 - 中央環状線千住新橋 (5.2 km) 開通。
  - 4月27日 : 湾岸線浦安 - 東関東道接続部 (6.9 km) 開通。東関東道と接続。総延長が150 kmを突破。
- 1983年（昭和58年）
  - 2月24日 : 湾岸線大井 - 東海JCT (5.1 km) 開通。
  - 11月30日 : 中央環状線堀切JCT - 四つ木 (1.4 km) 開通。
- 1984年（昭和59年）
  - 2月2日 : 神奈川3号狩場線新山下 - 横浜公園 (1.8 km) 開通。
  - 12月12日 : 湾岸線13号地（現: 臨海副都心） - 有明 (1.8 km) 開通。
- 1985年（昭和60年）1月24日 : 6号三郷線小菅JCT - 三郷JCT (10.6 km) 開通。6号線完成、常磐道へ接続。埼玉県内では初の開通。
- 1987年（昭和62年）9月9日 : 中央環状線四つ木 - 葛西JCT (11.2 km)、千住新橋 - 川口線川口JCT (16.5 km) が開通し、川口線が完成、東北自動車道へ接続。総延長が200 kmを突破。
- 1989年（平成元年）9月27日 : 神奈川5号大黒線生麦JCT - 新山下JCT (8.8 km) が開通し、神奈川5号大黒線完成、横浜ベイブリッジ開通。
- 1989年（平成元年）12月26日 : 大井JCT新設。
- 1990年（平成2年）
  - 3月20日 : 神奈川3号狩場線石川町JCT - 横浜横須賀道路接続部 (7.7 km) 開通。神奈川3号狩場線完成、横浜横須賀道路へ接続。
  - 11月27日 : 5号池袋線高島平 - 戸田南 (2.6 km) 開通
- 1993年（平成5年）
  - 8月26日 : 11号台場線芝浦JCT - 有明JCT (5.0 km) 開通。11号台場線完成、レインボーブリッジ開通。
  - 9月27日 : 湾岸線空港中央 - 東海JCT (4.2 km) 開通。それに伴い1号線の空港を空港西に改称。
  - 10月26日 : 5号池袋線戸田南 - 美女木JCT (2.2 km) 開通、5号池袋線が外環道と接続。
- 1994年（平成6年）12月21日 : 湾岸線大黒JCT - 空港中央 (16.4 km) 開通。鶴見つばさ橋開通。
- 1997年（平成9年）12月18日 : 川崎浮島JCT新設、東京湾アクアラインと接続。
- 1998年（平成10年）5月18日 : 埼玉大宮線美女木JCT - 与野 (8.0 km) 開通。埼玉大宮線完成
- 1999年（平成11年）7月15日 : 横浜横須賀道路接続部 - 杉田 (3.5 km)、湾岸線三渓園（仮）- 本牧ふ頭 (4.1 km) 開通。
- 2000年（平成12年）4月17日 : 埼玉新都心線新都心西出入口開通。
- 2001年（平成13年）10月22日 : 湾岸線杉田 - 三渓園 (7.0 km) が開通し、湾岸線が全線開通。
- 2002年（平成14年）
  - 4月30日 : 神奈川6号川崎線川崎浮島JCT - 殿町 (3.5 km) 開通。
  - 12月25日 : 中央環状線板橋JCT - 江北JCT (7.1 km) 開通。
- 2004年（平成16年）5月26日 : 埼玉新都心線与野 - 新都心 (2.3 km) 開通。
- 2005年（平成17年）10月1日 : 首都高速道路株式会社設立。道路などの施設は日本高速道路保有・債務返済機構の保有となる。
- 2006年（平成18年）8月4日 : 埼玉新都心線新都心 - さいたま見沼 (3.5 km) 開通。埼玉新都心線完成。
- 2007年（平成19年）12月22日 : 中央環状線西新宿JCT - 熊野町JCT (6.7 km) 開通。湾岸線の13号地が臨海副都心へ改称。
- 2009年（平成21年）
  - 2月11日 : 10号晴海線豊洲 - 東雲JCT (1.5 km) 開通。
  - 3月29日 : 神奈川1号横羽線大師出入口（横浜方面）開通。
- 2010年（平成22年）
  - 3月28日 : 中央環状線大橋JCT - 西新宿JCT (4.3 km) 開通。
  - 10月20日 : 神奈川6号川崎線大師JCT - 殿町 (2.0 km) 開通。総延長が300 kmを突破。
- 2012年（平成24年）
  - 1月1日 : 東京圏・神奈川圏・埼玉圏の料金圏を撤廃し、距離別料金制へ移行。
  - 12月20日 : 開通50周年
- 2013年（平成25年）4月1日 : 10号晴海線豊洲出入口に首都高初の自動精算機を設置[18]。
- 2015年（平成27年）3月7日 : 中央環状線大井JCT - 大橋JCT (9.4 km) 開通。山手トンネル・中央環状線全線が開通。
- 2016年（平成28年）4月1日 : 首都圏の高速道路料金体系の見直しに伴い、料金水準を高速自動車国道の大都市近郊区間と同水準とし、料金車種区分もこれまでの2車種区分から5車種区分へ移行した。
- 2017年（平成29年）
  - 3月4日 : 湾岸線南本牧ふ頭出入口開通
  - 3月18日 : 神奈川7号横浜北線生麦JCT - 横浜港北JCT (8.2 km) 開通
- 2018年（平成30年）3月10日 : 10号晴海線晴海 - 豊洲 (1.2 km) 開通
- 2020年（令和2年）3月22日 : 神奈川7号横浜北西線横浜港北JCT - 横浜青葉JCT (7.1 km) 開通
- 2021年（令和3年）5月10日 : 首都高速道路都心環状線の江戸橋出入口・呉服橋出入口が日本橋川内の橋脚本数の削減と地下化工事作業のため廃止[19]。
- 2022年（令和4年）4月1日 : 34か所の入口料金所が新たにETC専用となる（うち5か所は先行して3月1日から）[20]。

## 最高速度
| 速度 （km/h） | 区間 |
| ------------- | --- |
| 30            | 美女木JCT、西新宿JCT |
| 40            | 八重洲線全線、箱崎ロータリーを含む箱崎JCT、江戸橋JCT、浜崎橋JCT、大橋JCT、川崎浮島JCT等                                                  |
| 50            | 都心環状線全線、神奈川3号狩場線の本牧JCT - 永田出入口間、4号新宿線の代々木出入口 - 新宿出入口間、5号池袋線の北池袋出入口 - 熊野町JCT間等 |
| 60            | 中央環状線全線等、大半の区間 |
| 70            | 湾岸線の大井南出入口 - 臨海副都心出入口間                                                                                                |
| 80            | 湾岸線、埼玉大宮線および神奈川6号川崎線の一部区間を除く全線、川口線の東領家出口 - 川口JCT間、6号三郷線の加平出入口 - 三郷JCT間           |

湾岸線は全区間で6車線道路であり、直線区間が多くカーブも緩やかである。そのため最高速度を超過して走行する車両が多く、しばしば速度取締りが行われる。空港中央出入口周辺は、速度違反自動取締装置や白バイによる取り締まり重点路線に指定されている。
平成19年度（2007年度）に行われた調査研究では、最高速度が60 km/hである区間の34箇所、および最高速度が50 km/hである4号新宿線代々木 - 新宿間の3箇所で平均速度の現地調査が行われたが、すべての区間で平均速度が最高速度を上回っていた。最高速度が60 km/hである区間では30% - 50%（約15 km/h - 30 km/h）の速度超過が、最高速度が50 km/hである区間では30% - 40%（約15 km/h - 20 km/h）の速度超過が見られている。

## 通行料金

### 料金体系の変更、料金徴収期間
2012年（平成24年）1月1日午前0時より、それまでの料金圏別の「均一料金制」から、料金圏のない「距離別料金制」に移行した。
2016年（平成28年）4月1日午前0時より、首都圏の高速道路料金体系の見直しに伴い、料金水準を高速自動車国道の大都市近郊区間と同水準とし、料金車種区分もこれまでの2車種区分から5車種区分へ移行した。
日本高速道路保有・債務返済機構との協定により、料金徴収期間は2065年9月30日までと定められている。

### 下限・上限料金、現金車の料金
ETC車（無線通行）については、利用した入口 - 出口間の料金距離 (L) に応じて次表のようになる。
|          |          | 軽・普二輪・大二輪 | 軽・普二輪・大二輪 | 普通車   | 普通車   | 中型車   | 中型車   | 大型車   | 大型車   | 特大車  | 特大車  |
| 下限料金 | 上限料金 | 下限料金           | 上限料金           | 下限料金 | 上限料金 | 下限料金 | 上限料金 | 下限料金 | 上限料金 |         |         |
| -------- | -------- | ------------------ | ------------------ | -------- | -------- | -------- | -------- | -------- | -------- | ------- | ------- |
| ETC車    | ETC車    | 280円              | 1,590円            | 300円    | 1,950円  | 330円    | 2,310円  | 400円    | 3,110円  | 550円   | 5,080円 |
| 現金車   | 現金車   | 1,590円            | 1,590円            | 1,950円  | 1,950円  | 2,310円  | 2,310円  | 3,110円  | 3,110円  | 5,080円 | 5,080円 |

- 走行距離が4.2 km以下または55 km以上であるETC車の料金は、上表の下限料金と上限料金を適用する。
- 中型車と特大車の下限・上限料金が協定の本則通りとなる。

|          |          | 軽・普二輪・大二輪 | 軽・普二輪・大二輪 | 普通車   | 普通車   | 中型車   | 中型車   | 大型車   | 大型車   | 特大車  | 特大車  |
| 下限料金 | 上限料金 | 下限料金           | 上限料金           | 下限料金 | 上限料金 | 下限料金 | 上限料金 | 下限料金 | 上限料金 |         |         |
| -------- | -------- | ------------------ | ------------------ | -------- | -------- | -------- | -------- | -------- | -------- | ------- | ------- |
| ETC車    | ETC車    | 280円              | 1,090円            | 300円    | 1,320円  | 310円    | 1,410円  | 400円    | 2,080円  | 460円   | 2,650円 |
| 現金車   | 現金車   | 1,090円            | 1,090円            | 1,320円  | 1,320円  | 1,410円  | 1,410円  | 2,080円  | 2,080円  | 2,650円 | 2,650円 |

- 走行距離が4.2 km以下または35.7 km以上であるETC車の料金は、上表の下限料金と上限料金を適用する。
- 中型車と特大車については、激変緩和措置として、料金額を低くしている。

| 走行距離            | 普通車 | 大型車  |
| ------------------- | ------ | ------- |
| 6 km以下            | 510円  | 1,030円 |
| 6 km超 - 12 km以下  | 610円  | 1,230円 |
| 12 km超 - 18 km以下 | 720円  | 1,440円 |
| 18 km超 - 24 km以下 | 820円  | 1,640円 |
| 24 km超             | 930円  | 1,850円 |

- 30 kmを超える区間の上記料金は、高速道路利便増進事業による割引の扱いであった（上限料金の引下げに係る割引）。

ETC車以外（現金支払い、無線通行によらないETCカード支払い）
利用した入口から最も遠い出口までの料金距離に応じて上表の料金となる。この距離が35.7 km以下となるのは放射線郊外方向の一部入口からの利用に限られるので、原則的には普通車1,950円、大型車3,110円の一律料金である。
- 旧料金圏境をまたぐ利用の場合、最初の料金所で料金を支払って領収書（ETCカード支払いでは利用証明書になる。以下同じ。）を受け取り、2番目以降の本線料金所では領収書を提示する（ただし、かつて料金圏境にあった湾岸浮島本線料金所および川崎浮島料金所は撤去された）。領収書が無いと新たに料金を支払うことになるので、最初の料金所で領収書を必ず受領し、無くさないように注意が必要である。また、領収書には有効時間があり、正当な理由（渋滞）なく有効時間を過ぎた場合も、新たに料金を支払うことになる。

料金距離 (L) について
入口 - 出口間で複数の経路がある場合、首都高速のみを利用した最短経路で算出する。
方向によって最短経路が異なる場合は、実際に利用した方向にかかわらず短いほうの距離を採用する。
常盤橋出入口または八重洲出入口発着で東京高速道路を通過する経路が最短となる場合、当該経路で算出し、東京高速道路の距離は含めない。

### ETC割引
都心流入割引
東京外環自動車道接続部相当の放射道路の端末部と、首都高速都心環状線・八重洲線間の利用については、外環道端末部から一番近い都心環状線の出入口までの高速料金を上限とする割引制度。
首都高速川口線を出発地・到着地とした場合は、一ツ橋・飯田橋・箱崎・浜町・清洲橋の出入口を利用した際にも、割引が適用される。
都心流入・湾岸線誘導割引
横浜都心部及び三ツ沢線・狩場線と、都心環状線・八重洲線間との利用で、首都高速湾岸線の川崎浮島JCTから大黒JCTを通過する利用者に対する割引制度。
下記「環境ロードプライシング割引」と重複する場合は、環境ロードプライシング割引適用後額に対し、この割引を適用される。
環境ロードプライシング
ロードプライシング#都市高速道路の環境ロードプライシングを参照
大口・多頻度割引
運送業者などを対象に実施されている割引。ETCコーポレートカードによる無線通行が前提となっており、暦月1ヶ月間の利用額に応じて割り引かれる。NEXCOと同様に車両単位割引と契約単位割引の組み合わせになっているが、契約単位割引は利便増進事業で追加されたものである。
車両単位割引は、カードごとの月間利用額に応じて次表1のようになる。ただし、2012年1月利用分から2014年3月利用分までは、次表2の内容に拡充される。
| 月間利用額                      | 割引率 |
| ------------------------------- | ------ |
| 5,000円以下の部分               | 0%     |
| 5,000円超 - 10,000円以下の部分  | 2%     |
| 10,000円超 - 30,000円以下の部分 | 5%     |
| 30,000円超 - 50,000円以下の部分 | 8%     |
| 50,000円超の部分                | 12%    |

| 月間利用額                      | 割引率 |
| ------------------------------- | ------ |
| 5,000円以下の部分               | 0%     |
| 5,000円超 - 10,000円以下の部分  | 10%    |
| 10,000円超 - 30,000円以下の部分 | 15%    |
| 30,000円超の部分                | 20%    |

契約単位割引は、1契約者で100万円を超え、かつ、1台平均5,000円を超える場合、5%引き。ただし、2012年1月利用分から2014年3月利用分までは10%引き。

### 廃止された割引（2016年3月31日終了）
中央環状線迂回利用割引
2012年1月1日開始。放射線上り入口から他の放射線下り出口までの利用（中央環状線より外側の出入口相互間に限る）で、都心環状線を経由せず中央環状線を経由し、かつ、それが都心環状線経由より遠回りの経路となる場合、普通車100円引き、大型車210円引き。
放射道路端末区間割引
2012年1月1日開始。放射線端末の出入口 - 都心環状線内の出入口間の料金を、従前の料金以下に据え置く。また、5号池袋線・6号三郷線・川口線の一部出入口から一定距離範囲の料金を引下げる。中央環状線迂回利用割引との重複適用が可能（例．高島平-葛西）。
埼玉線内々利用割引
2012年1月1日開始。旧埼玉線（戸田出入口を含む大宮線・埼玉新都心線）のみの利用の場合、普通車100円引き、大型車210円引き。
羽田空港アクセス割引
2012年1月1日開始。空港中央出入口または湾岸環八出入口発着の場合、空港西出入口または羽田出入口までの最低料金となるように料金距離を減じる。協定および事業許可においては割引ではない。
会社間乗継割引
2012年1月1日開始。首都高速に直接接続するNEXCOの高速道路（一般有料道路を含む）との乗継利用で、首都高速の料金距離が6 km以下または接続地点に最も近い出入口を利用する場合、普通車100円引き、大型車210円引き。2016年3月31日終了。
- 中央自動車道または東京湾アクアラインとの乗継は、普通車210円引き、大型車410円引き。
- 東京外環自動車道と大宮線の乗継は割引対象外。

### 2011年までの均一料金
対距離料金制に変更される直前（2011年12月当時）の料金である。
「東京線」「神奈川線」「埼玉線」の3つの地区（料金圏）別の均一料金。複数の料金圏にまたがって走行する場合は、通過する料金圏ごとに料金が発生した。
| 地区     | 普通車 | 大型車  |
| -------- | ------ | ------- |
| 東京線   | 700円  | 1,400円 |
| 神奈川線 | 600円  | 1,200円 |
| 埼玉線   | 400円  | 800円   |

特定区間割
上表によらない特定料金が適用された区間の一覧である。案内上は割引扱いであったが、協定および事業許可においては割引ではない。普通車300円（大型車600円）になる「特定区間割300」と普通車500円（大型車1,000円）になる「特定区間割500」があった。
| 路線     | 路線                              | 区間                                                     | 対象車両  |
| -------- | --------------------------------- | -------------------------------------------------------- | --------- |
| 東京線   | 1号上野線                         | 入谷・上野→本町                                          | ETC車のみ |
| 東京線   | 1号上野線                         | 本町→上野・入谷                                          | 全車      |
| 東京線   | 1号羽田線                         | 平和島 - 羽田                                            | 全車      |
| 東京線   | 4号新宿線                         | 永福→高井戸・中央道                                      | 全車      |
| 東京線   | 4号新宿線                         | 中央道・高井戸→永福                                      | ETC車のみ |
| 東京線   | 湾岸線                            | 浮島・川崎浮島JCT - 湾岸環八・空港中央                   | 全車      |
| 神奈川線 | 神奈川1号横羽線                   | 大師 - 羽田                                              | 全車      |
| 神奈川線 | 神奈川1号横羽線 神奈川2号三ツ沢線 | 東神奈川 - 横浜駅西口・三ツ沢・三ツ沢JCT                 | ETC車のみ |
| 神奈川線 | 神奈川2号三ツ沢線                 | みなとみらい - 横浜駅東口・横浜駅西口・三ツ沢・三ツ沢JCT | ETC車のみ |
| 神奈川線 | 湾岸線                            | 並木IC（横横道路）・幸浦→杉田                            | ETC車のみ |
| 神奈川線 | 湾岸線                            | 杉田→幸浦・並木IC（横横道路）                            | 全車      |
| 神奈川線 | 湾岸線                            | 東扇島 - 川崎浮島JCT・浮島                               | ETC車のみ |
| 神奈川線 | 神奈川6号川崎線                   | 殿町 - 川崎浮島JCT                                       | ETC車のみ |
| 埼玉線   | 埼玉大宮線                        | 戸田・美女木JCT - 浦和南                                 | 全車      |
| 埼玉線   | 埼玉新都心線                      | 新都心 - さいたま見沼                                    | ETC車のみ |

| 路線     | 路線            | 区間                            | 対象車両  |
| -------- | --------------- | ------------------------------- | --------- |
| 東京線   | 3号渋谷線       | 池尻 - 三軒茶屋・用賀・東名高速 | ETC車のみ |
| 東京線   | 湾岸線          | 浦安 - 千鳥町・東関東道         | ETC車のみ |
| 東京線   | 川口線          | 新郷 - 安行・新井宿・川口JCT    | ETC車のみ |
| 東京線   | 6号三郷線       | 八潮南 - 八潮・三郷・三郷JCT    | ETC車のみ |
| 神奈川線 | 神奈川3号狩場線 | 阪東橋 - 花之木・永田・狩場JCT  | ETC車のみ |

### 距離別料金制移行で廃止されたETC割引
企画割引および社会実験割引は記していない。
- 時間帯割引（平日夜割、日祝割）
- 一般向け頻度割引（お得意様割）
- 会社間連続利用割引（高速ダブる割） - 並木経由で横浜横須賀道路 - 横浜地区の指定出入口（杉田・三溪園・石川町・横浜公園）相互間を利用した場合[注 1]、普通車100円引き、大型車200円引き。

### 料金の推移
1962年に京橋 - 芝浦が開通して以来延伸を続け、延長と物価上昇率を考慮して通行料金を改定している。
普通車の通行料金改定の経緯は下表のとおりである。
| 料金改定年月日             | 普通車の通行料金                                                                                      | 普通車の通行料金                                                                                      | 普通車の通行料金                                                                                      | 備考                                                      |
| 料金改定年月日             | 東京線                                                                                                | 神奈川線                                                                                              | 埼玉線                                                                                                | 備考                                                      |
| -------------------------- | --- | --- | --- | --------------------------------------------------------- |
| 1962年（昭和37年）12月20日 | 50円                                                                                                  | 未開業                                                                                                | 未開業                                                                                                | 京橋 - 芝浦 (4.5 km) 開通、暫定料金                       |
| 1963年（昭和38年）12月21日 | 100円                                                                                                 | 未開業                                                                                                | 未開業                                                                                                | 本料金へ移行                                              |
| 1964年（昭和39年）08月02日 | 150円                                                                                                 | 未開業                                                                                                | 未開業                                                                                                |                                                           |
| 1968年（昭和43年）07月19日 | 150円                                                                                                 | 100円                                                                                                 | 未開業                                                                                                | 浅田 - 東神奈川 (6.8 km) 開通                             |
| 1968年（昭和43年）11月28日 | 150円                                                                                                 | 150円                                                                                                 | 未開業                                                                                                |                                                           |
| 1970年（昭和45年）04月01日 | 200円                                                                                                 | 150円                                                                                                 | 未開業                                                                                                |                                                           |
| 1974年（昭和49年）08月01日 | 250円                                                                                                 | 200円                                                                                                 | 未開業                                                                                                |                                                           |
| 1976年（昭和51年）08月12日 | 300円                                                                                                 | 200円                                                                                                 | 未開業                                                                                                |                                                           |
| 1978年（昭和53年）03月07日 | 300円                                                                                                 | 300円                                                                                                 | 未開業                                                                                                |                                                           |
| 1980年（昭和55年）02月05日 | 400円                                                                                                 | 300円                                                                                                 | 未開業                                                                                                |                                                           |
| 1984年（昭和59年）02月02日 | 400円                                                                                                 | 350円                                                                                                 | 未開業                                                                                                |                                                           |
| 1985年（昭和60年）01月24日 | 500円                                                                                                 | 350円                                                                                                 | 未開業                                                                                                |                                                           |
| 1985年（昭和60年）04月01日 | 500円                                                                                                 | 400円                                                                                                 | 未開業                                                                                                |                                                           |
| 1987年（昭和62年）09月10日 | 600円                                                                                                 | 400円                                                                                                 | 未開業                                                                                                |                                                           |
| 1994年（平成06年）05月09日 | 700円                                                                                                 | 500円                                                                                                 | 未開業                                                                                                |                                                           |
| 1998年（平成10年）05月18日 | 700円                                                                                                 | 500円                                                                                                 | 400円                                                                                                 | 美女木JCT - 与野 (8.0 km) 開通                            |
| 2002年（平成14年）07月01日 | 700円                                                                                                 | 600円                                                                                                 | 400円                                                                                                 |                                                           |
| 2012年（平成24年）01月01日 | ETC車：≦6 km：500円、≦12 km：600円、≦18 km：700円、≦24 km：800円、＞24 km：900円                      | ETC車：≦6 km：500円、≦12 km：600円、≦18 km：700円、≦24 km：800円、＞24 km：900円                      | ETC車：≦6 km：500円、≦12 km：600円、≦18 km：700円、≦24 km：800円、＞24 km：900円                      | 距離別制へ移行                                            |
| 2012年（平成24年）01月01日 | 一般車：900円                                                                                         | | |                                                           |
| 2014年（平成26年）04月01日 | ETC車：≦6 km：510円、≦12 km：610円、≦18 km：720円、≦24 km：820円、＞24 km：930円                      | ETC車：≦6 km：510円、≦12 km：610円、≦18 km：720円、≦24 km：820円、＞24 km：930円                      | ETC車：≦6 km：510円、≦12 km：610円、≦18 km：720円、≦24 km：820円、＞24 km：930円                      | 消費税増税に伴う値上げ                                    |
| 2014年（平成26年）04月01日 | 一般車：930円                                                                                         | | | 消費税増税に伴う値上げ                                    |
| 2016年（平成28年）04月01日 | ETC車：≦4.2 km：300円、4.2 km≦35.7 km：300円 - 1300円、＞35.7 km：1300円 （ほぼ0.3 kmごとに10円加算） | ETC車：≦4.2 km：300円、4.2 km≦35.7 km：300円 - 1300円、＞35.7 km：1300円 （ほぼ0.3 kmごとに10円加算） | ETC車：≦4.2 km：300円、4.2 km≦35.7 km：300円 - 1300円、＞35.7 km：1300円 （ほぼ0.3 kmごとに10円加算） | 高速自動車国道の大都市近郊区間と ほぼ同等の距離別制へ移行 |
| 2016年（平成28年）04月01日 | 普通車：1300円                                                                                        | 普通車：1300円                                                                                        | 普通車：1300円                                                                                        | 車両区分を2区分から、 高速自動車国道と同じ5区分に細分化   |
| 2019年（令和元年）10月01日 | ETC車：≦4.2 km：300円、4.2 km≦35.7 km：300円 - 1320円、＞35.7 km：1320円 （ほぼ0.3 kmごとに10円加算） | ETC車：≦4.2 km：300円、4.2 km≦35.7 km：300円 - 1320円、＞35.7 km：1320円 （ほぼ0.3 kmごとに10円加算） | ETC車：≦4.2 km：300円、4.2 km≦35.7 km：300円 - 1320円、＞35.7 km：1320円 （ほぼ0.3 kmごとに10円加算） | 消費税増税に伴う値上げ                                    |
| 2019年（令和元年）10月01日 | 普通車：1320円                                                                                        | | | 消費税増税に伴う値上げ                                    |
| 2022年（令和04年）04月01日 | ETC車：≦4.2 km：300円、4.2 km≦55 km：300円 - 1950円、＞55 km：1950円 （ほぼ0.3 kmごとに10円加算）     | ETC車：≦4.2 km：300円、4.2 km≦55 km：300円 - 1950円、＞55 km：1950円 （ほぼ0.3 kmごとに10円加算）     | ETC車：≦4.2 km：300円、4.2 km≦55 km：300円 - 1950円、＞55 km：1950円 （ほぼ0.3 kmごとに10円加算）     | 深夜割引の導入                                            |
| 2022年（令和04年）04月01日 | 普通車：1950円                                                                                        | | | 深夜割引の導入                                            |

中央環状王子線が開通した2002年12月には東京線が800円に値上げされる案があったが、廃案となっている。

### 距離別料金制の導入経緯
首都高速道路などの都市高速道路で採用されてきた均一料金制は、ネットワークが拡大するにつれて1回あたりの利用距離のばらつきが大きくなり、利用程度に応じた負担という点で不公平さが増すなどの諸課題が顕在化しつつあった。ETCの活用により、大量交通の効率処理と利用区間の把握の両立およびネットワークの有効活用に資する弾力的な料金設定も可能となることから、2000年（平成12年）11月30日の第101回道路審議会において、ETC利用を基本とする新たな料金制度を導入すべきとの答申がなされた。
2003年（平成15年）12月22日、道路関係四公団民営化の基本的枠組みについての政府・与党申し合わせにおいて、2008年度（平成20年度）を目標に対距離料金制を導入することとされた。しかし、経済状況の悪化により延期され、さらに政権交代で計画は見直されることになった。

#### 当初の料金案
会社発足から間もない2005年（平成17年）11月にパブリックコメントが行われ、料率31円/km、ターミナルチャージ290円（いずれも普通車の場合）とする対距離料金制の基本設計イメージが公表された。翌年3月の機構との協定および事業許可に平成20年度以降の料金の額として載るも、「社会経済情勢、ETCの普及状況、社会実験の結果等を勘案し、長距離利用者の負担軽減措置の導入など、料金の設定等について改めて検討し、見直しを行う。」とされた。
2006年（平成18年）12月3日からは、ETC距離別割引社会実験が実施された。内容はETC割引制度#都市高速道路の距離別割引社会実験を参照のこと。
2007年（平成19年）9月、距離別料金の具体案が発表された。この案では、多くの利用が単一料金圏内で完結する現状を踏まえ、また長距離利用負担の抑制の観点などから、料金圏を当面存続し、東京線400円-1,200円、神奈川線400円-1,100円、埼玉線300円-550円（いずれも普通車の料金。以下同じ。）とされた。

#### 導入延期
しかし、原油価格の高騰などで厳しい経済局面となり、それを受けて2008年8月29日に打ち出された「安心実現のための緊急総合対策」で、対距離料金制の導入は延期されることになった。9月にはリーマンショックが襲い、さらなる対策として打ち出された「生活対策」により、首都高速と阪神高速においても料金引下げが行われることになった。同年12月の道路特定財源の一般財源化についての政府・与党合意では、生活対策による料金引下げ後（2011年度以降）に上限料金を抑えた対距離料金制度を検討することとされた。
2009年（平成21年）2月24日に国土交通大臣同意がなされた高速道路利便増進事業計画では、2011年度から2013年度までは、東京線600円-800円、神奈川線500円-700円、埼玉線350円-450円、2014年度から2017年度までは、東京線500円-900円、神奈川線400円-800円、埼玉線300円-500円という体系が検討にあたっての基本として示されたが、後述のように政権交代後の計画変更で大幅に見直しされることになった。

#### 政権交代後の新たな料金案
2009年8月30日に執行された第45回衆議院議員総選挙で、高速道路原則無料化をマニフェストに掲げる民主党が勝利した。しかし、首都高速と阪神高速は無料化の対象外とする旨を選挙前から党幹部が発言しており、2010年度から実施の無料化社会実験についての発表資料において、首都高速と阪神高速は対象区間の割合を示す分母からも除外されている。
2010年（平成22年）4月9日、民主党政権主導で決められた新たな料金割引案が国土交通省から発表された。この中で首都高速と阪神高速については、移動を阻害しているとして料金圏を撤廃し、下限500円・上限900円とする対距離料金制案が示され、地方議会での議決を前提に同年末から翌年初めごろを目途に試行導入とされた。しかし、割引財源の一部を道路整備へ転用することから、特にNEXCO・本四高速で実質値上げとなる点が目立ち、利用者のみならず与党内からも強い反発を受け、一旦廃案になった。
2011年（平成23年）2月16日に発表された「高速道路の当面の新たな料金割引」では、首都高速と阪神高速については、前年の料金圏なし500円 - 900円案に地方からの意見を踏まえた新たなETC割引が盛り込まれ、地方議会での審議期間を考慮して2012年から実施とした（新たなETC割引については当面2013年度までの実施）。2月25日から3月4日まで、機構と6会社による利便増進事業計画変更に伴うパブリックコメントが行われた。
地方議会の議決は、2011年10月21日までに全ての関係自治体で得られ、24日に事業許可変更申請がなされた後、11月2日に変更許可が下りて2012年1月1日の対距離料金制移行が正式決定された。
なお、協定および事業許可においては、2005年度の対距離料金基本設計はそのままで、この料金制度は当分の間の「特別の措置」という扱いになっている。

#### 首都高X
ETC車載器のない車に対して、専用通信器と電子マネーEdyカードのセットを数千円の保証料で貸し出し、実際に走った料金との差額を払い戻すシステムのコードネーム。2007年10月22日に通信器の第1号試作機の完成発表が行われ、2008年度の対距離料金制開始に合わせて導入予定とされていた。しかし続報はなく、2011年度の対距離料金制導入に当たって、このシステムには全く触れられていない。
システムの概要
通信器の本体は、長さ69mm、横幅49mm、高さ13.5mm、質量約65g。車のシガーソケットに差し込んで使用する。
利用者は料金所で一旦停止してEdyカードで上限料金を支払うが、通信器が出口アンテナと通信し、入口・出口のデータを首都高センターに送る。翌日以降に、利用者が再度利用する首都高速の料金所でEdyカードを収受員に手渡しすれば、上限額と通行料金との差額がEdyカード内に払い戻される。首都高速をしばらく使わない場合は、コンビニエンスストア（ファミリーマートまたはam/pm）に設置されている機械にカードをタッチすれば同様に払い戻される。
保証金は、通信器を返却すればEdyカード代と通信器使用料を差し引いて電子マネーで返金される。
料金所で収受員との電子マネーカードのやり取りが生じるため、ETC無線通行を条件とする割引は適用されない。

## 交通量
交通量は1990年度まで増加傾向にあり、1日平均通行台数が110万台を超えたが、その後は横ばいである。
近年の年度別1日平均通行台数は下表のとおりである。2010年度以前は東京線・神奈川線・埼玉線のそれぞれの通行台数を合算したものであり、乗り継いで通行したものも重複してカウントしていた。距離別料金を採用した2011年度以降は、東京線・神奈川線・埼玉線を乗り継いで通行したものは重複してカウントしていない。
| 年度               | 東京線  | 神奈川線 | 埼玉線 | 通行台数  |
| ------------------ | ------- | -------- | ------ | --------- |
| 2008年（平成20年） | 810,002 | 260,002  | 42,673 | 1,114,678 |
| 2009年（平成21年） | 812,879 | 262,529  | 44,332 | 1,119,739 |
| 2010年（平成22年） | 809,119 | 260,258  | 44,492 | 1,113,870 |
| 2011年（平成23年） |         |          |        | 956,459   |
| 2012年（平成24年） |         |          |        | 949,430   |
| 2013年（平成25年） |         |          |        | 950,495   |

近年の月別1日平均通行台数は下表のとおりである。
| 年度               | 4月       | 5月     | 6月       | 7月       | 8月       | 9月       | 10月      | 11月      | 12月      | 1月     | 2月       | 3月       |
| ------------------ | --------- | ------- | --------- | --------- | --------- | --------- | --------- | --------- | --------- | ------- | --------- | --------- |
| 2012年（平成24年） | 944,803   | 925,988 | 950,987   | 974,563   | 978,512   | 958,666   | 964,947   | 974,358   | 956,564   | 844,673 | 933,252   | 985,282   |
| 2013年（平成25年） | 945,173   | 936,806 | 949,400   | 982,561   | 975,280   | 958,045   | 952,328   | 981,555   | 970,676   | 910,501 | 844,007   | 990,337   |
| 2014年（平成26年） | 932,109   | 922,638 | 936,834   | 963,605   | 952,190   | 956,959   | 946,780   | 950,402   | 949,591   | 888,473 | 929,408   | 995,646   |
| 2015年（平成27年） | 956,056   | 932,383 | 968,155   | 992,092   | 978,824   | 975,255   | 984,352   | 976,371   | 981,375   | 899,606 | 960,699   | 1,012,622 |
| 2016年（平成28年） | 960,828   | 937,982 | 979,688   | 995,857   | 984,625   | 994,486   | 992,526   | 996,499   | 1,004,334 | 928,330 | 990,540   | 1,036,147 |
| 2017年（平成29年） | 993,712   | 969,962 | 1,011,173 | 1,023,895 | 1,017,717 | 1,018,658 | 997,185   | 1,029,955 | 1,025,791 | 885,012 | 988,805   | 1,044,183 |
| 2018年（平成30年） | 1,010,953 | 992,272 | 1,009,404 | 1,027,520 | 1,025,739 | 1,005,252 | 1,036,541 | 1,045,215 | 1,021,787 | 946,403 | 997,626   | 1,051,928 |
| 2019年（令和元年） | 1,016,327 | 980,903 | 1,005,207 | 1,027,719 | 1,019,646 | 1,029,890 | 979,022   | 1,033,378 | 1,029,773 | 959,326 | 985,739   | 946,629   |
| 2020年（令和02年） | 719,169   | 670,440 | 886,982   | 917,179   | 917,609   | 969,292   | 978,416   | 982,385   | 970,090   | 825,870 | 920,708   | 991,958   |
| 2021年（令和03年） | 963,631   | 887,363 | 969,013   | 904,342   | 832,015   | 926,872   | 982,439   | 1,012,032 | 1,020,654 | 876,469 | 897,057   | 1,007,738 |
| 2022年（令和04年） | 971,970   | 947,170 | 1,009,305 | 994,823   | 979,811   | 1,003,839 | 1,021,775 | 1,025,559 | 1,027,440 | 944,285 | 1,002,920 | 1,057,521 |

## 構想中・計画中路線
以下の路線は地域高規格道路（東京圏都市圏自専道）等の路線に含まれるが、事業者は未定であり、首都高速道路になるとは限らない。また、一部を除き都市計画決定されておらず、事業化も未定である。斜体は仮称である。

### 既存路線延伸
- 首都高速1号上野線延伸計画 (II期)（入谷出入口 - 本木南町付近）
  - 首都高速中央環状線 (C2) と接続予定
- 首都高速2号目黒線延伸計画（戸越出入口 - 川崎市内）
  - 第三京浜道路などと接続予定
- 首都高速10号晴海線延伸計画（築地1丁目付近/新富町JCT - 晴海出入口）（東雲JCT - 第二東京湾岸道路）
  - 築地1丁目付近と新富町JCTの2ヶ所で首都高速都心環状線 (C1) と接続予定。
  - 首都高速都心環状線 (C1) の接続予定地点で、都心新宿線で新宿方面へ延伸する計画がある。
  - 2018年3月に完成した晴海出入口は本計画路線が実現した場合、廃止・撤去される予定。
  - 東雲JCTより以南へ延伸し、計画中の第二東京湾岸道路と接続予定
- 川崎縦貫道路（II期）、川崎縦貫道路延伸
  - 東京外郭環状道路の東名高速道路以南の区間との一本化を一つの案として検討することとしている。
- 新大宮上尾道路（上尾南出入口以遠）
  - 新大宮上尾道路は現在着手している上尾南出入口までの区間から更に北上し、途中首都圏中央連絡自動車道桶川北本IC（JCT）を経由して、箕田（埼玉県鴻巣市）に至る計画であるが、並行する側道部（国道17号上尾道路）の開通区間も一部暫定区間や桶川北本以北に至っては全面的に未供用であるため、本線事業化の目処は立っていない。

### 地域高規格道路候補路線

#### 東京都
- 都心新宿線（新富町JCT - 首都高速中央環状線 (C2) 新宿付近）
  - 首都高速中央環状線(C2)新宿付近での接続地点より、以西へ多摩新宿線で北多摩方面へ延伸する計画がある。
- 多摩新宿線（首都高速中央環状線 (C2) 新宿付近 - 北多摩方面）
  - 圏央道と接続予定
- 高速練馬線
  - 当初は関越自動車道から首都高速中央環状新宿線 (C2) に接続し、計画中の高速内環状線に接続予定だったが、その後、中央環状線より西側の区間のみの計画に変更。
- 高速北千葉線（首都高速中央環状線(C2)四つ木付近 - 北千葉道路）
  - 首都高速中央環状線から北千葉道路への連絡路。
  - なお、首都高速11号台場線は都市計画法上（都市計画道路）「12号線」であり、高速北千葉線が「11号線」である。
- 第二東京湾岸道路
  - ルートは高速湾岸線のさらに海側である。
- 高速内環状線

#### 神奈川県
- 横浜環状道路（西側区間）（戸塚IC - 港北IC/横浜港北JCT）
- 首都高速神奈川4号磯子線（阪東橋JCT（仮）- 首都高速湾岸線磯子区磯子1丁目付近）
- 高速扇島線
  - ルートは都市計画道路川崎縦貫線 (I期) とほぼ同じである。

## 交通管制と安全・騒音対策
膨大な数の自動車を円滑に通行させ、渋滞や交通事故、車両からの落下物などに対応するため交通管制室が設けられている（保安上の理由から所在地は非公開）。
首都高速道路は都市高速道路であり、都市間高速道路（東日本高速道路・中日本高速道路・西日本高速道路管理の高速自動車国道）とは道路の性格が違うため、設計速度・最高速度は、湾岸線や埼玉県内などの一部路線・区間を除き、多くの区間で60 km/h以下となっている。都市間高速道路に比べると急カーブが多く、多くが市街地に建設されていることから騒音への配慮も必要なためである。
オートバイの二人乗りは、事故防止の観点から、都心環状線を中心に一部区間で乗り入れ不可となっている。
地上の一般道路を拡幅し、その上空又は地下や運河などの公共用地を最大限利用し、大部分が既成市街地の制約の下で計画・設計・建設されているため、必然的に道路の幾何構造（曲線半径や勾配など）が道路構造令で定められる限界値となっている箇所や、出入口やJCTの分合流が、左右両側の車線に行われる箇所がある。そのため、短区間で交通が合流したのち分岐する「織込み」が発生する箇所があったり、道路標識が複雑であったりすることがある。
首都高速道路（特にトンネル）で事故が発生した場合、ラジオ（AM・FM）のスイッチを入れたまま走行していると、チューナーを1620 kHzに合わせなくても、強制的に放送に割り込み、事故が発生した場所や種類（単独・衝突・追突など）、それに伴う速度規制、車線規制、渋滞などの情報を運転者に知らせる仕組みになっている。
首都高速道路で発生した、影響が大きい事故としては熊野町ジャンクション火災事故（2008年）などがある。

## キャラクター
- Mr.ETC（2007年4月入社）ETC推進グループ配属
- Ms.カレージョETC（2007年12月よりETC安全走行キャンペーンを展開）
- ETC2.0くん[53]

## 関連施設

### 首都高MMパーク
神奈川県横浜市西区みなとみらいにある首都高速道路株式会社神奈川局の建物内1・2階に入場無料の展示施設「首都高MMパーク」を2021年6月30日に開設している。
1階の「SUSTAINABLE ZONE」は首都高の安全や防災などの取り組みとして、パトロールカー・バイク、案内標識板、トンネル防災設備、非常電話設備などを展示紹介。2階の「CONNECT ZONE」は首都高の歴史年表や技術紹介のほか、柳原良平のオリジナル作品などを展示するギャラリーや三井淳平による横浜ベイブリッジのレゴアート、環境への取り組みとして案内標識板を再利用したベンチやリサイクルプロジェクト「サーキュレーション首都高」による横断幕を再利用して制作されたトートバッグなどを展示紹介している。

## 関連企業
全社が社名の後に「株式会社」が付く。
- 首都高速道路サービス（首都高速道路管内のパーキングエリア管理）
- 首都高トールサービス西東京（首都高速道路管内の料金収受業務）
- 首都高トールサービス東東京（首都高速道路管内の料金収受業務）
- 首都高トールサービス神奈川[57]（首都高速道路管内の料金収受業務）
- 首都高パトロール（首都高速道路管内の交通管理業務）
- 首都高技術（首都高速道路管内の維持修繕業務）
- 首都高メンテナンス西東京（東京線西部・埼玉線の首都高速道路管内の土木設備の維持修繕業務）
- 首都高メンテナンス東東京（東京線東部の首都高速道路管内の土木設備の維持修繕業務）
- 首都高メンテナンス神奈川（神奈川線の首都高速道路管内の土木設備の維持修繕業務）
- 首都高電気メンテナンス（首都高速道路管内の電気設備の維持修繕業務）
- 首都高ETCメンテナンス（首都高速道路管内の料金所設備の維持修繕業務）
- 首都高機械メンテナンス（首都高速道路管内の機械設備の維持修繕業務）
- 首都高速保険サポート（自動車保険や生命保険の取り扱い）

## 首都高速道路を舞台とした作品
- 惑星ソラリス：1972年公開のソ連のSF映画。未来都市の風景として、1970年に首都高4号線を走行して撮影した映像が使われている。
- セブンスドラゴン2020
- ワイルドスピードX3 TOKYO DRIFT
- 首都高バトルシリーズ
- 湾岸ミッドナイト
- 湾岸ミッドナイトマキシマムチューンシリーズ
- 湾岸ミッドナイトスピードイグミッション（前作に登場した首都高速道路のほとんどは登場する可能性あり）
- SS
- 首都高速トライアル
- レーシングラグーン
- よろしくメカドック
- バトルギア4
- レーシングバトル -C1 GRAND PRIX-
- 首都高SPL